# クライスラー ブランプトン工場
ブランプトン工場（Brampton Assembly）はカナダ、ブランプトンにあるクライスラー社の自動車組み立て工場である。 

## 歴史
この工場は、アメリカン・モーターズ社（AMC）が1986年にイーグル・プレミアの生産のために特別に設計したロボットでの組み立てを主体とする至高の技術を結集したブラマリー工場（Bramalea Assembly）として開設した。1987年8月に（他のAMCの資産と共に）クライスラー社により買い取られた。
この工場施設は、108.9ヘクタール（269エーカー）の敷地に295万m2の床面積を持ち、オンタリオ州、ブランプトン、ウィリアムズ・パークウェイ・イースト2000に所在する。
1992年6月にクライスラー・LHプラットフォーム車の生産が始まり、1997年に改良されたLH車に切り替わった。2004年1月には後輪駆動のLXプラットフォーム車の生産に切り替わった。
1991年に開設された付属の「ブランプトン・サテライト・スタンピング」（Brampton Satellite Stamping）は、LHプラットフォーム車の生産のために建設された。
ブランプトン工場は3交代制で操業され、4,200名以上の従業員を擁するブランプトンの街で最大の雇用主である。
2007年7月19日にクライスラー・グループは、ヨーロッパ市場へ投入するLXプラットフォーム車の準備のために生産設備へ5億USドルの投資を行うと同時にクライスラー・300、ダッジ・マグナム、ダッジ・チャージャーの改良のために120億USドルの投資をブランプトン工場に行うと発表した。
2007年11月1日にクライスラーLLCは、2008年初めにブランプトン工場でのダッジ・マグナムの生産を終了することを宣言すると共に1,000名の直接雇用の削減となるブランプトン工場での3交代制を終了すると発表した。
米国で2009年4月30日に提出されたクライスラー社の破産防止の法的手続きの結果を受けて5月1日にブランプトン工場とウインザー工場（Windsor Assembly）は操業を停止し、これによりブランプトン工場の約2,700名とウインザー工場の約4,400名の従業員が影響を受けた。トロントのエトビコにある部品工場は、債権者保護のための裁判所命令による整理にかかる30から60日の期間の操業停止になる5月10日まで操業を続け、300名の従業員がその影響を受けた。
整理後、クライスラー社は2010年初めからブランプトン工場で生産に入る予定の300とチャージャーの新モデルの発売を発表した。

## 生産車種
| 年            | 車種                             |
| ------------- | -------------------------------- |
| 1988 - 1992年 | イーグル・プレミア               |
| 1990 - 1992年 | ダッジ・モナコ（Dodge Monaco）   |
| 1993 - 2004年 | クライスラー・コンコード         |
| 1993 - 2004年 | ダッジ・イントレピッド           |
| 1993 - 1997年 | イーグル・ビジョン               |
| 1994 - 2001年 | クライスラー・LHS                |
| 1994 - 1996年 | クライスラー・ニューヨーカー     |
| 1999 - 2004年 | クライスラー・300M               |
| 2005 - 2008年 | ダッジ・マグナム（Dodge Magnum） |
| 2005年 - 現在 | クライスラー・300                |
| 2006年 - 現在 | ダッジ・チャージャー             |
| 2008年 - 現在 | ダッジ・チャレンジャー           |

## 年度別生産数
- 1988年 = 5万9,068
- 1989年 = 3万3,904
- 1990年 = 2万4,676
- 1991年 = 1万8,133
- 1992年 = 5万0,660
- 1993年 = 25万6,754
- 1994年 = 25万6,211
- 1995年 = 18万8,782
- 1996年 = 23万8,965
- 1997年 = 20万4,137
- 1998年 = 30万0,866
- 1999年 = 33万8,921
- 2000年 = 29万1,884
- 2001年 = 19万8,965
- 2002年 = 20万1,723
- 2003年 = 14万0,642
- 2004年 = 20万9,045
- 2005年 = 31万8,536
- 2006年 = 31万4,161
- 2007年 = 27万3,285

## AMCのブランプトン工場
現在のクライスラーの工場は、同じ名称で現工場の近くに所在したAMCの工場とは同一のものではない。
AMCは元々の「ブランプトン組立工場」（"Brampton Assembly Plant"）を1961年に開設した。この工場はアメリカン・モーターズ・カナダ社（American Motors Canada, Inc.）の一部であり、スティールズ通り（Steeles Avenue）とケネディ通り（Kennedy Road）の北東にあった。1987年にクライスラー社に買収されると、AMC部門とそのブランプトンとブラマリー（Bramalea）の2つの工場はクライスラーに吸収されてクライスラー・カナダ社（Chrysler Canada Limited）の一部となった。AMCの工場は1992年に閉鎖され、ウォルマートへ同社のカナダの倉庫として売却された。元のブランプトン組立工場ではランブラー（Rambler）、レーベル（Rebel）、ホーネット（Hornet）、グレムリン（Gremlin）、コンコード（Concord）やイーグルといった車が生産されていた。ジープ・CJ（Jeep CJ）、ラングラーも生産されていた。
この工場の残った建物が2005年に取り壊され、敷地は現在再開発中である。この中にはカナダで最初のロウズの住宅リフォーム店舗が入ることになっている。